# Niels Vilhelm Frank Christiansen
Niels Vilhelm Frank Christiansen (født 15. december 1943 i Nakskov) er en dansk jurist og forhenværende vicegeneralauditør.

## Karriere
Niels Vilhelm Frank Christiansen blev født i Nakskov i 1943 som søn af politibetjent Jørgen Christiansen og dennes kone Gerti (født Frank). Som barn spillede han fodbold i Nakskov Boldklub. Han gik på Nakskov Kommunale Gymnasium, hvorfra han blev student i 1963. I gymnasietiden dannede han sammen med tre skolekammerater, blandt andet den senere arkitekt Flemming Skude, den studentikose klub "Lazy Club" som reaktion på drengenes meget ivrige gymnastiklærer Niels Erik Berthelsen.
I 1972 blev Christiansen cand.jur. fra Københavns Universitet. Han fulgte derefter en juridisk karriere som politifuldmægtig i Bogense, Odense og København 1972-1976 og derefter fuldmægtig hos Rigsadvokaten, Rigspolitichefen og statsadvokaten for Sjælland 1976-1981. Efter at have været politiassessor af 1. grad ved Københavns Politi var han vicestatsadvokat til 1990, hvor han blev auditør. Fra 1995 til 2009 var han vicegeneralauditør. Han har desuden været lærer ved Politiskolen fra 1977 til 1991. I 1979 fik han advokatbestalling.

## Privatliv
Niels Vilhelm Frank Christiansen blev i 1970 gift med biotekniker Hanne Christiansen.

## Andet
Christiansen er optaget i Kraks Blå Bog.